# Korsická rallye 2002
Korsická rallye 2002 byla třetí soutěží mistrovství světa v rallye 2002. Byla poádána ve dnech 7. až 10. března a trať měřila 357,7 km. Zvítězil zde Gilles Panizzi s vozem Peugeot 206 WRC

## Průběh soutěže
Odpočátku měl problémy Marcus Grönholm, kterému neseděl asfaltový povrch. Problémy měl i jeho týmový kolega Richard Burns, který si stále zvykal na nový vůz. Do vedení se tak dostal třetí jezdec týmu Peugeot Sport Panizzi. Na třetí pozici za Panizzim a Grönholmem se držel Petter Solberg s vozem Subaru Impreza WRC. Ve čtvrtém testu ale dostal smyk a propadl se o tři místa. Odstoupil Kenneth Eriksson s vozem Škoda Octavia WRC kvůli poruše diferenciálu. Nedařilo se ani jeho týmovým kolegům, když Toni Gardemeister skončil dvanáctý a Roman Kresta kvůli penalizaci čtrnáctý. Bez penalizace by měl Kresta lepší čas než Gardemeister. Za tým Citroën Sport startoval Philippe Bugalski. Tommi Mäkinen udělal jezdeckou chybu, vyjel mimo trať a poškodil zavěšení. Odstoupit kvůli havárii musel i Colin McRae. Jeho týmový kolega Carlos Sainz dokončil soutěž na šestém místě.

## Výsledky
1. Gilles Panizzi, Panizzi - Peugeot 206 WRC
2. Marcus Grönholm, Timo Rautiainen - Peugeot 206 WRC
3. Richard Burns, Reid - Peugeot 206 WRC
4. Philippe Bugalski, Chiaroni - Citroën Xsara WRC
5. Petter Solberg, Phil Mills - Subaru Impreza WRC
6. Carlos Sainz, Louis Moya - Ford Focus RS WRC
7. Francois Delecour, Grataloup - Mitsubishi Lancer EVO VII WRC
8. Markko Märtin, Michael Park - Ford Focus RS WRC
9. Freddy Loix, Smeets - Hyundai Accent WRC
10. Alister McRae, Senior - Mitsubishi Lancer EVO VII WRC